# TNT (banda)
TNT é uma banda de rock and roll brasileira formada em 1984 na cidade de Porto Alegre, no Rio Grande do Sul. Foi muito influente na década de 1980 e 1990, sendo considerada até hoje como uma das principais bandas da história do Rio Grande do Sul, principalmente por suas músicas atemporais, que atravessam várias gerações de fãs.
A banda voltou a atividade em setembro de 2024, no festival KTO ROCK, no Auditório Araújo Vianna.

## História
Em 1984, Charles Master, junto com seu amigo e vizinho, Flávio Basso, fundaram a banda TNT. A primeira formação da banda contava com Flávio Basso (guitarra), Márcio Petracco (baixo), Charles Master (guitarra) e Felipe Jotz (bateria).
Mais tarde, Nei Van Soria entrou para o grupo como guitarrista e Flávio deixou a guitarra e ficou exclusivamente no vocal, mas o quinteto fez uma única apresentação. Márcio deixou o grupo e Charles assumiu o baixo.
Em 1985, participaram com duas faixas do disco Rock Grande do Sul, uma coletânea com cinco bandas gaúchas lançada pelo selo Plug, da gravadora RCA, DeFalla, Engenheiros do Hawaii, Garotos da Rua e Os Replicantes. As músicas eram "Estou na Mão" e "Entra Nessa".
Descontente com o rumo imposto ao trabalho pela RCA, Flávio decide deixar a banda. Nei o acompanha na formação de uma nova banda chamada Os Cascavelletes, que viriam a ser concorrentes locais.
Charles e Jotz chamam Márcio Petracco e Tchê Gomes pra assumirem as guitarras.
A banda lançou seu primeiro álbum em 1987, o homônimo TNT.
Felipe sai da banda após o álbum TNT II e entra Paulo Arcari no seu lugar. Em 1991, com a entrada de João Maldonado nos teclados, lançam Noite Vem, Noite Vai, álbum que já aponta as tendências mais pop de Charles Master.
Tchê Gomes deixa a banda após desentendimentos com Charles Master. Com o fim d'Os Cascavelletes, Flávio Basso volta à sua banda de origem. 
Em 1994, Flávio desentende-se com Charles e deixa a banda em definitivo. Nesse mesmo ano a banda encerra oficialmente as atividades, devido aos desentendimentos entre os músicos por conta de divergências musicais. Uma curiosidade é que o substituto de Basso foi o então desconhecido Armandinho. Na época, o amigo Charles Master convidou o músico, então no anonimato, a fazer as últimas datas da turnê. 
Em 2003, a banda volta a fazer shows com Fábio Ly na bateria e no ano seguinte, é lançado TNT ao Vivo, primeiro álbum ao vivo do grupo. O CD/DVD, lançado pela Orbeat Music, foi gravado em 13 de setembro de 2003 na casa Electric Circus, na cidade de Portão, Rio Grande do Sul.
Em 2005, Márcio Petracco deixa o grupo, após outro desentendimento com Charles Master. Como um trio, lançam Um por Todos ou Todos por Um, o último trabalho do grupo.
Atualmente, Charles Master continua em carreira solo tocando os sucessos do TNT e Márcio Petracco desenvolve atividades ligadas à música.
Em 2008, forma-se o supergrupo Tenente Cascavel, reunindo ex-integrantes do TNT e Os Cascavelletes, com o intuito de fazer shows relembrando os maiores sucessos das duas bandas.

### Retorno
O TNT retornou as atividades no Festival KTO ROCK, em setembro de 2024, quando realizou uma apresentação surpresa para o público presente. O show contou com Charles Master, Márcio Petracco, Fábio Ly, Tchê Gomes, Paulo Arcari e João Maldonado. A banda anunciou uma apresentação para o dia 19 de dezembro de 2024, no Auditório Araújo Vianna, em Porto Alegre.

## Discografia
- (1987) TNT
- (1988) TNT II
- (1991) Noite Vem, Noite Vai
- (2004) TNT ao Vivo
- (2005) Um por Todos ou Todos por Um

## Integrantes

#### Formação atual
- Charles Master: vocais (1984–1994; 2003–2007; 2024–presente), baixo (1985–1994; 2003–2007; 2024–presente), guitarra (1984–1985)
- Márcio Petracco: guitarra (1987–1994; 2003–2005; 2024–presente), vocais (1984–1985; 1987–1994; 2003–2005; 2024–presente), baixo (1984–1985)
- Tchê Gomes: guitarra, vocais (1987–1991; 2003–2007; 2024–presente)
- Paulo Arcari: bateria (1988–1994; 2024–presente)
- João Maldonado: teclados (1991–1994; 2024–presente)
- Fábio Ly: bateria (2003–2007; 2024–presente)

#### Ex-integrantes
- Flávio Basso: vocal (1984–1986; 1993–1994), guitarra (1984–1985) (morreu em 2015)
- Felipe Jotz: bateria (1984–1988)
- Nei Van Soria: guitarra, vocal (1985–1986)

## Prêmios e indicações

### Prêmio Açorianos
| Ano  | Categoria    | Indicação                    | Resultado |
| ---- | ------------ | ---------------------------- | --------- |
| 2005 | Disco de Pop | Um por Todos ou Todos por Um | Indicado  |